# Tschechische Rugby-Union-Nationalmannschaft
Die tschechische Rugby-Union-Nationalmannschaft vertritt Tschechien in der Sportart Rugby Union. Sie spielt in der Division 1B des European Nations Cup und konnte sich bislang noch für keine Weltmeisterschaft qualifizieren. Tschechien wird vom Weltverband International Rugby Board in die dritte Stärkeklasse (third tier) eingeteilt.

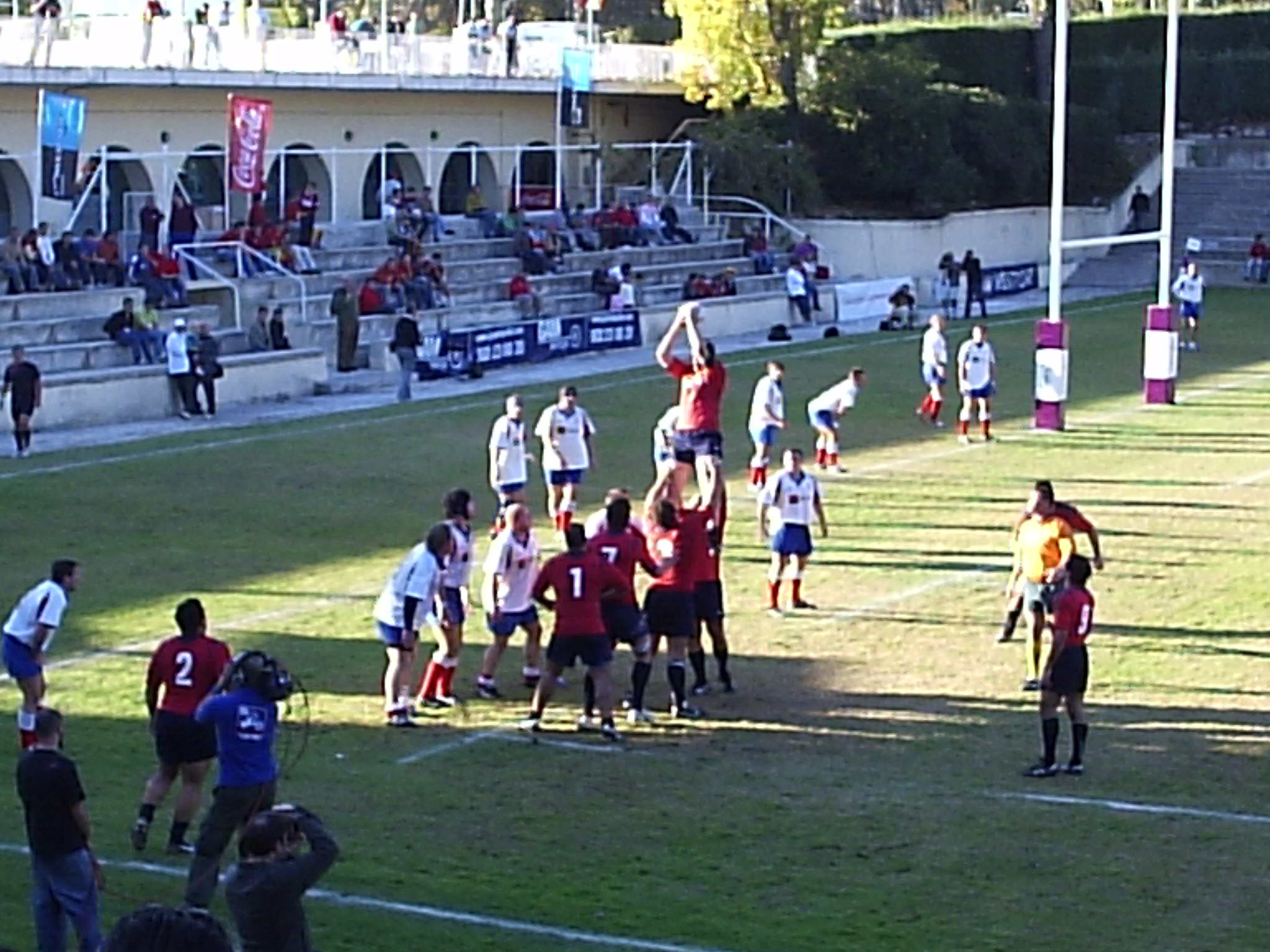
Tschechien gegen Spanien 2007

Das erste Spiel nach der Teilung der Tschechoslowakei bestritt das Team am 15. Mai 1993 gegen Andorra und verlor mit 3:6. Ein Jahr später erlitt man die höchste Niederlage in der jungen Geschichte mit 8:104 gegen Italien. In der Saison 2006/08 erreichte Tschechien die erste Division des European Nations Cup, musste sich jedoch in allen zehn Spielen geschlagen geben und stieg sofort wieder ab. Das Team verfügt über einige Profis, die in Frankreich spielen. Der bekannteste unter ihnen ist der Kapitän Martin Jágr, der beim RC Toulon in der ersten Liga spielt.

## Länderspiele
| Land        | Spiele | Gewonnen | Verloren | Unentschieden |
| ----------- | ------ | -------- | -------- | ------------- |
| Andorra     | 3      | 2        | 1        | 0             |
| Belgien     | 3      | 2        | 1        | 0             |
| Dänemark    | 2      | 2        | 0        | 0             |
| Deutschland | 5      | 1        | 4        | 0             |
| Georgien    | 8      | 0        | 8        | 0             |
| Israel      | 1      | 1        | 0        | 0             |
| Italien     | 1      | 0        | 1        | 0             |
| Kroatien    | 3      | 2        | 1        | 0             |
| Lettland    | 1      | 1        | 0        | 0             |
| Moldau      | 1      | 1        | 0        | 0             |
| Niederlande | 5      | 2        | 3        | 0             |
| Polen       | 7      | 3        | 3        | 1             |
| Portugal    | 8      | 0        | 8        | 0             |
| Rumänien    | 6      | 0        | 6        | 0             |
| Russland    | 6      | 2        | 4        | 0             |
| Schweden    | 2      | 1        | 1        | 0             |
| Schweiz     | 2      | 2        | 0        | 0             |
| Spanien     | 7      | 2        | 5        | 0             |
| Ukraine     | 5      | 4        | 1        | 0             |
| Total       | 76     | 28       | 47       | 1             |

## Ergebnisse bei Weltmeisterschaften
- Weltmeisterschaft 1987: nicht teilgenommen
- Weltmeisterschaft 1991: nicht teilgenommen
- Weltmeisterschaft 1995: nicht qualifiziert
- Weltmeisterschaft 1999: nicht qualifiziert
- Weltmeisterschaft 2003: nicht qualifiziert
- Weltmeisterschaft 2007: nicht qualifiziert (4. Qualifikationsrunde)
- Weltmeisterschaft 2011: nicht qualifiziert
- Weltmeisterschaft 2015: nicht qualifiziert
- Weltmeisterschaft 2019: nicht qualifiziert